# 晶钩蛾属
晶钩蛾属（学名：Deroca）是鱗翅目钩蛾科的一属，喙发达，触角双栉形，后足胫距两对，双翅透明，前翅顶角较圆。